# Iaguemoracém ibne Zaiane
Iaguemoracém ibne Zaiane (em árabe: يغمرأَسَنَ بن زَيَّان; romaniz.: Iagmurāsan ibn Zaiiān) foi chefe do clã dos Abdaluádidas (ziânidas) e fundador do Reino de Tremecém, na atual Argélia, governando de 1235 a 1283. De acordo com ibne Caldune, "era o homem mais corajoso, temido e honrado da família abdaluadida. Ninguém cuidava dos interesses de seu povo, mantinha a influência do reino e administrava a administração do Estado melhor do que ele fez."

## Vida
Iaguemoracém era um nobre berbere, filho de Zaiane. Em 1235, herdou a liderança do clã dos Abdaluádidas (ziânidas) de seu irmão e aproveitou o declínio do Califado Almóada para declarar sua independência. Tremecém se tornou capital de seu reino e seria governado por séculos por sucessivos sultões ziânidas. Em 1242, Abde Alcaui dos Banu Tujine e Alabás ibne Mandil dos magrauas, vassalos do emir haféssida Abu Zacaria Iáia (r. 1228–1249), marcharam com seu senhor contra Tremecém. A cidade foi tomada em julho e entregue ao almóada Abedalá Aluaide II (r. 1232–1242) em troca de sua submissão à autoridade de Abu Zacaria Iáia. Quando retornou para sua capital, Iáia concedeu aos chefes das tribos dos Banu Tujine o controle sobre seus territórios respectivos, criando assim, no Magrebe Central, alguns pequenos Estados vassalos capazes de garantir a segurança. Em 1248, o califa almóada Alboácem Assaíde Almutadide (r. 1242–1248) invadiu os domínios de Iaguemoracém, que o derrotou e matou.
Em 1264, Iaguemoracém tomou Sijilmassa, assegurando controle das duas saídas mais importantes do comércio transaariano.  Em 1274, Ujda e Sijilmassa foram perdidas aos merínidas. No início de 1278, em resposta à anexação pelo sultão merínida Abu Iúçufe Iacube (r. 1258–1286) de Málaga, no Alandalus, o sultão nacérida Maomé II (r. 1273–1302) encorajou Iaguemoracém a atacar os merínidas no norte da África, enquanto o rei de Castela Afonso X (r. 1252–1284) atacou a base deles em Algeciras. O governante merínida, sobrecarregado e atacado em várias frentes, recuou de Málaga e entregou a cidade ao sultão nacérida em 31 de janeiro de 1279. Antes de sua morte, Iaguemoracém instruiu seu filho e herdeiro Abuçaíde Otomão I (r. 1283–1303) a permanecer na defensiva com o Império Merínida, mas se expandir ao território do Reino Haféssida, se possível. Sob a liderança de Iaguemoracém, e mais tarde sob Abu Hamu II (r. 1359–1389), o reino seguiu uma política expansionista, empurrando em direção a Fez no oeste e no vale do Chelife e Bugia no leste.